# Daksha Nagarkar

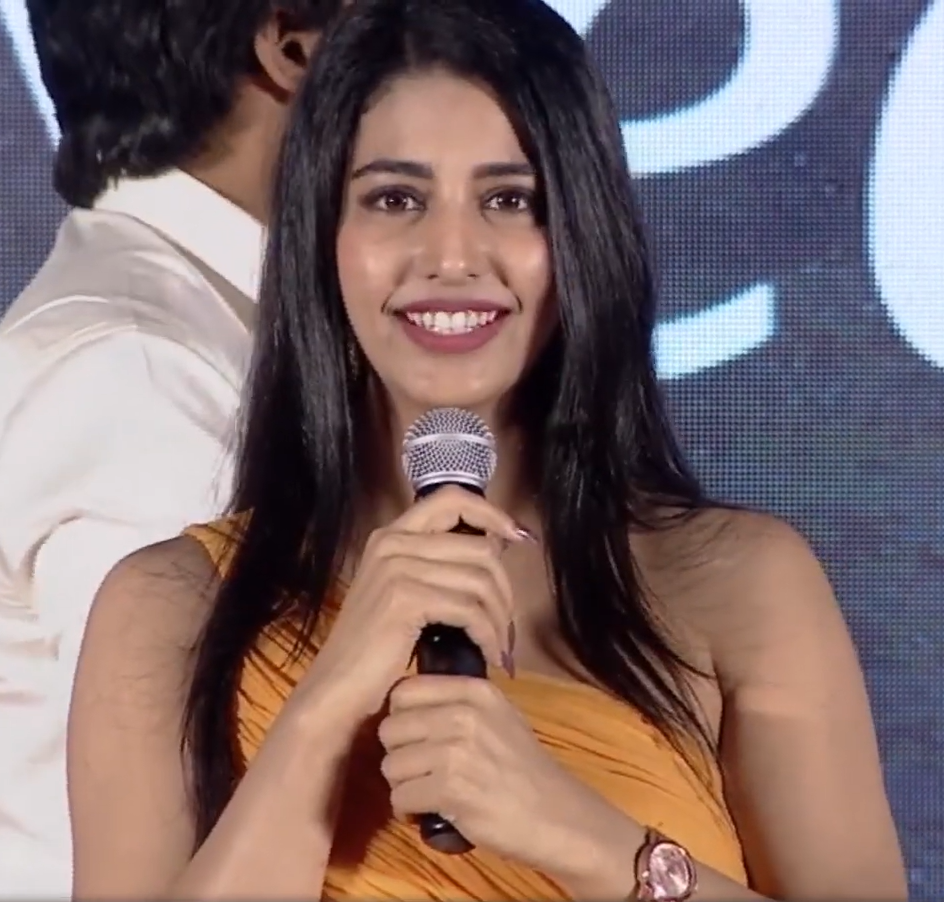
Daksha Nagarkar

Daksha Nagarkar (Marathi दक्षा नगरकर; * 12. Juli 1998 in Mumbai) ist eine indische Schauspielerin.

## Leben und Karriere
Nagarkar wurde am 12. Juli 1995 in Mumbai geboren. Daksha kommt aus einer interkulturellen Familie mit einem Rajput-Mutter und einem Maratha-Vater und wuchs an verschiedenen Orten in Indien auf, darunter Hyderabad, Bangalore und Delhi. Obwohl sie ursprünglich eine Karriere als Kardiologin anstrebte, entschied sie sich später für die Unterhaltungsindustrie und hat einen Abschluss in Betriebswirtschaft gemacht.
Ihr Debüt gab sie 2015 in dem Film Hora Hori. Anschließend war sie 2018 in Husharu zu sehen. Außerdem spielte Nagarkar 2021 in Zombie Reddy mit. Unter anderem trat sie 2023 in Ravanasura auf. 2024 bekam sie in dem Film Swag eine Hauptrolle.

## Filmografie
- 2016: Hora Hori
- 2018: Husharu
- 2021: Zombie Reddy
- 2022: Bangarraju
- 2023: Ravanasura
- 2024: Love Me
- 2024: Swag